# Bematist
Bematist (greacă veche βηματιστής, transliterat: Bēmatistés derivat din βῆμα "pas") era cel care, în perioada clasică și elenistică, măsura distanțele de la un loc la altul prin numărarea pașilor, numiți bemi (unitate de măsură, echivalentul a 0,74 m). Activitatea de bematist exista deja în timpul lui Herodot (secolul VI.C.) în Imperiul Persan în domeniul construcțiilor de drumuri, fiind menționată inclusiv la construirea Drumului Regal din Persia⁠(en)[traduceți], care făcea legătura între Susa și Sardes (Herodot, Istorii, V, 32).

## Bematiști în campania lui Alexandru Macedon în Asia
Bematiștii l-au însoțit pe Alexandru cel Mare în expediția lui în Asia. Regele macedonean nu a fost primul care a adus o armată în Asia, soldații greci după moartea lui Cyrus cel tânăr⁠(en)[traduceți], în încercarea de a-l răsturna pe regele Persiei, erau nevoiți să se consulte cu niște ghizi locali pentru a depăși dificultățile de a găsi drumul de întoarcere. Pentru evitarea blocajelor în înaintare, Alexandru a adus cu el bematiști, topografi, geografi și chiar și cercetași. Măsurătorile realizate  de către bematiști în timpul înaintării arată un grad ridicat de precizie, atât de mare încât s-a emis ipoteza utilizări unora dintre primele odometre, chiar dacă nu există mențiuni despre asta.
„The overall accuracy of the bematists’ measurements should be apparent. The minor discrepancies of distance can be adequately explained by slight changes in the tracks of roads during the last 2,300 years. The accuracy of the measurements implies that the bematists used a sophisticated mechanical device for measuring distances, undoubtedly an odometer such as described by Heron of Alexandria”—citat, Donald W. Engels, Alexander the Great and the Logistics of the Macedonian Army, p. 158
„Precizia totală a măsurătorilor bematiștilor este evidentă. Diferențele mici între măsurătorile lor și distanțele reale pot fi explicate în mod adecvat prin mici modificări ale rutelor survenite de-a lungul celor peste 2300 de ani. Acuratețea măsurătorilor implică faptul că bematiștii au folosit instrumente mecanice sofisticate pentru măsurarea distanțelor, fără îndoială un contor de parcurs, așa cum este menționat de Heron din Alexandria.”
Tabelul de mai jos arată rutele măsurate de către bematiștii lui Alexandru: Baeton și Diognetus. Măsurătorile sunt menționate în lucrarea lui Plinius cel Bătrân (Naturalis historia, VI, 21-22) și, de asemenea, în opera geografului Strabon (Geografia, XI, 8, 9) care citează date conținute într-o operă pierdută a lui Eratostene, care, la rândul său, a folosit informații importante furnizate de bemantiști pentru propria sa operă cosmografică.
|                                               | Plinius VI, 21–22       | Plinius VI, 21–22 | Plinius VI, 21–22             | Strabon XI, 8, 9 | Strabon XI, 8, 9 | Strabon XI, 8, 9              | Distanțe actuale                                       |
| Ruta                                          | Mille passus milliarium | Kilometri         | Devierea de la distanța reală | Stadii           | Kilometri        | Devierea de la distanța reală | Kilometri                                              |
| Limita de nord a Mării Caspice – Hecatompylos | —                       | —                 | —                             | 1960             | 363              | 0,8%                          | 365 în linie dreaptă                                   |
| Limita de sud a Mării Caspice – Hecatompylos  | 133                     | 197               | 2,4%                          | —                | —                | —                             | 201 în linie dreaptă                                   |
| Hecatompylos – Alexandria Areion              | 575                     | 851               | 0,4%                          | 4530             | 838              | 1,9%                          | 854 pe drumul mătăsii                                  |
| Alexandria Areion – Prophtasia                | 199                     | 295               | 3,2%                          | 1600             | 296              | 2,6%                          | 304 pe ruta Herat-Juwain                               |
| Prophtasia – Arachoti Polis                   | 565                     | 836               | 1%                            | 4120             | 762              | 9,7%                          | 845 Juwain – Kelat-i-Ghilzai                           |
| Arachoti Polis – Hortospana                   | 250                     | 370               | 0,4%                          | 2000             | 370              | 0,4%                          | 372 Kelat-i-Ghilzai – Kabul                            |
| Hortospana – Alexandria la Caucasum           | 50                      | 74                | 2,1%                          | —                | —                | —                             | 76 Kabul – Begram                                      |
| Alexandria la Caucasum – Peucolatis           | 237                     | 351               | 3,2%                          | —                | —                | —                             | 339 Begram – Charsada                                  |
| Peucolatis – Tassila                          | 60                      | 89                | 20%                           | —                | —                | —                             | 111 Charsada – Tassila                                 |
| Tassila – Idaspe (Jhelum)                     | 120                     | 178               | 4,8%                          | —                | —                | —                             | 169 pe ruta Marc Aurel Stein                           |
| Alexandria Areion – Bactria – Zariaspa        | —                       | —                 | —                             | 3870             | 716              | 1,6%                          | 705 pe ruta Kala Nau, Bala Murghab, Maimana și Andkhui |
| Media                                         |                         |                   | 4,2%                          |                  |                  | 2,8%                          |                                                        |
| Mediana                                       |                         |                   | 2,8%                          |                  |                  | 1,9%                          |                                                        |

## Câțiva bematiști
Istoria amintește numele a cinci bematiști: Diognetus, Baeton, Amintas, Archelaus și Filonide din Creta, fiecare dintre aceștia fiind menționați în lucrări antice.
- Filonide din Creta (fragment, FGrHist 121) a fost un mesager și un bematist.[12] De mai multe ori Plinius (Naturalis historia, II, 4, 5) menționează opera lui Filonide, din care nu au rămas decât fragmente.[2]

- Baeton și Diognetus sunt cunoscuți datorită mărturiei lui Plinius (VI, 61) și a unor fragmente de text (FGrHist 119 și 120). Despre munca lui Baeton, a rămas titlul: Σταθμοὶ τῆς Ἀλεξάνδρου πορείας (FGrHist 119 F-1).[2]

- De asemenea, despre Amintas rămâne titlul lucrării: Ἀσίας σταθμοί (FGrHist 121 F-1) sau Περσικοὶ σταθμοί (F 4), din cel puțin trei cărți. Din conținutul fr. 1, este ușor de înțeles că opera lui Amintas a fost mai mult decât o simplă listă de distanțe; el a descris și costumele locuitorilor și monumente ale locurilor pe unde a trecut.[2]

- Archelaus din Cappadocia (probabil regele Archelaus din Cappadocia⁠(en)[traduceți]) pare să fi avut preocupări despre pietre prețioase și a scris, de asemenea, un Σταθμοί (FGrHist 123 F-1) menționat de către Claudius Elianus⁠(en)[traduceți] (Varia historia, XVII, 17 = FGrHist 123 F 3), care rămâne o lucrare cu caracter general cu adnotări și asupra florei și faunei.[2]